# نادي اتحاد الرمثا
نادي اتحاد الرمثا، هو نادٍ أردني لكرة القدم مقره الرمثا ، الأردن. تأسس عام 1990.